# Conrotatório e disrotatório
Em um modo conrotatório de uma reação eletrocíclica (uma classe de reações orgânicas), os substituintes localizados nas terminações de um sistema de ligações duplas conjugadas movem-se na mesma direção (sentido horário ou anti-horário) durante a abertura ou o fechamento do anel.
Em um modo disrotatório, movem-se em direções opostas (uma no sentido horário e outra no sentido anti-horário).